# Autobahndreieck Pankow
Das Autobahndreieck Pankow (Abkürzung: AD Pankow; Kurzform: Dreieck Pankow) ist ein Autobahndreieck in der Metropolregion Berlin-Brandenburg nördlich von Berlin. Hier zweigt die Bundesautobahn 114 vom Berliner Ring (A 10) ab. Zu DDR-Zeiten wurde das Dreieck als Abzweig Pankow bezeichnet, da hier die A 114 den Berliner Bezirk Pankow mit dem Berliner Ring verbindet.

## Geographie
Das Dreieck liegt in Schönerlinde, einem Ortsteil von Wandlitz, im Landkreis Barnim, direkt an der Grenze zum Berliner Ortsteil Buch im Bezirk Pankow. Die nächsten Gemeinden in Brandenburg sind Mühlenbecker Land (Landkreis Oberhavel) und Bernau bei Berlin (Landkreis Barnim).
Es befindet sich etwa 15 Kilometer nördlich der Berliner Innenstadt. Unmittelbar südöstlich des Dreiecks in Berlin-Buch unterhält der Lebensmitteldiscounter Netto Marken-Discount ein großes Logistikzentrum.
Das Autobahndreieck Pankow trägt auf der A 114 die Anschlussstellennummer 1, auf der A 10 die Nummer 35.

## Bauform und Ausbauzustand

Form des Autobahndreiecks vor dem Umbau

Die Autobahn A 10 ist sechsstreifig ausgebaut, die A 114 vierstreifig.
Alle vier Verbindungsrampen sind zweistreifig ausgebaut, allerdings fällt jeweils bei den Rampen Pankow-Barnim beidseitig vor dem Beschleunigungsstreifen je eine Spur weg.
Das Dreieck wurde mit dem Umbau in Full-Y Form ausgeführt. Vor dem Umbau war es eine linksgeführte Trompete.
Die Haupttrasse führt in einer Geraden von Nordwesten nach Südosten als A 10, die A 114 zweigt nach Süden ab.

## Verkehrsaufkommen
Das Dreieck wird täglich von rund 68.000 Fahrzeugen befahren.
| Von                  | Nach                            | Durchschnittliche tägliche Verkehrsstärke | Durchschnittliche tägliche Verkehrsstärke | Durchschnittliche tägliche Verkehrsstärke | Anteil Schwerlastverkehr | Anteil Schwerlastverkehr | Anteil Schwerlastverkehr |
| Von                  | Nach                            | 2005                                      | 2010                                      | 2015                                      | 2005                     | 2010                     | 2015                     |
| -------------------- | ------------------------------- | ----------------------------------------- | ----------------------------------------- | ----------------------------------------- | ------------------------ | ------------------------ | ------------------------ |
| AS Mühlenbeck (A 10) | AD Pankow                       | 52.900                                    | 53.300                                    | 50.900                                    | 09,9 %                   | 09,6 %                   | 08,0 %                   |
| AD Pankow            | AD Barnim (A 10)                | 49.500                                    | 46.700                                    | 49.900                                    | 12,5 %                   | 20,0 %                   | 11,6 %                   |
| AD Pankow            | AS Schönerlinder Straße (A 114) | 39.800                                    | 33.100                                    | 35.800                                    | 07,4 %                   | 05,9 %                   | 05,8 %                   |